# Irrational Games
Irrational Games (connu de 2007 à 2010 sous le nom de 2K Boston/Australia) était un studio de développement de jeux vidéo fondé en 1997 par trois anciens employés de Looking Glass Studios: Ken Levine, Jonathan Chey, et Robert Fermier. Le studio ferme en 2014.

## Histoire
En janvier 2006, Take-Two Interactive annonce le rachat de l'entreprise et la place sous sa filiale d'édition 2K Games. À la suite d'un rachat en 2007, Irrational Games est renommé 2K Boston/2K Australia. La société possède alors deux studios, "2K Boston" à Quincy dans la périphérie de Boston, et le second à Canberra en Australie.
Un troisième studio, 2K Marin, se forme en se scindant de 2K Boston avec cinq anciens employés d'Irrational en 2007, 2K Marin travaillera par la suite avec 2K Australia sur BioShock 2. Le studio 2K Australia se sépare de celui de Boston après 2007 et fusionne avec 2K Marin en 2010.
Irrational Games retrouve finalement son nom d'origine en 2010. Le 18 février 2014, Ken Levine annonce la fermeture du studio, et qu'ils se reformeront sous un autre nom, toujours chez 2K Games.
En février 2017, Ghost Story Games est fondé.

## Jeux développés
| Titre                             | Date de sortie | Plates-formes                           |
| --------------------------------- | -------------- | --------------------------------------- |
| System Shock 2                    | 1999           | Windows, Linux                          |
| Freedom Force                     | 2002           | Windows                                 |
| Tribes: Vengeance                 | 2004           | Windows                                 |
| Freedom Force vs. the Third Reich | 2005           | Windows                                 |
| SWAT 4                            | 2005           | Windows                                 |
| SWAT 4: The Stetchkov Syndicate   | 2006           | Windows                                 |
| BioShock                          | 2007           | Windows, PlayStation 3, Xbox 360        |
| BioShock Infinite                 | 2013           | Windows, PlayStation 3, Xbox 360, Linux |

### Jeux annulés
- Deep Cover
- Monster Island
- The Lost